# Diane Tell
Diane Fortin, dite Diane Tell, est une chanteuse et musicienne canadienne, née le 24 décembre 1959 à Québec. Guitariste et chanteuse, elle se fait connaitre grâce à ses succès Gilberto, Les Cinémas-Bars, Si j'étais un homme, Marie-Jeanne, Claire et Sophie, Souvent, Longtemps, Énormément et aussi la chanson-thème de la comédie musicale de Luc Plamondon et Michel Berger, La Légende de Jimmy.

## Biographie

### Débuts, premiers succès et installation à Paris
Fille d'un père médecin québécois, Michel Fortin, et d'une mère américaine professeur et théologienne, Gloria Pelletier, Diane Fortin entre au Conservatoire de musique de Val-d’Or à l'âge de six ans pour étudier le violon avec Luis Rebello ; elle étudie ensuite la guitare classique avec Marie Prével au Conservatoire de musique de Montréal en 1972. Elle termine ses études musicales au Cégep de Saint-Laurent en guitare jazz avec Sam Balderman, tout en donnant des cours de musique à des jeunes.
En 1977, elle enregistre chez Polydor le premier des quatre albums enregistrés en Amérique du Nord et dont elle compose et écrit toutes les chansons. À la fin de l'année 1979, elle avait accumulé des performances en première partie de nombreuses célébrités comme Chris de Burgh, John Mayall, Mahogany Rush, Rick Derringer, Léo Sayer et des Cooper Brothers au Plateau, au Forum, à la Place des arts de Montréal et au Grand théâtre de Québec. Elle a avait aussi été guitariste et choriste sur les disques de Red Mitchell.  
Son premier album ne connaît qu'un succès local, le second, Entre nous, sera reconnu au Gala de l'ADISQ. 
Révélée en France en 1981 avec la chanson Si j'étais un homme qui connaît un certain succès. En 1981, Diane Tell est le phénomène de l'année au Québec. En 1982, elle est la première artiste féminine à connaître un véritable succès populaire en tant qu'auteure, compositrice et interprète. Elle s'installe en 1983 en France où son père a terminé ses études de médecine.

### Nouveaux textes et comédies musicales
À Paris, elle collabore pour la première fois avec des auteurs, écrit des chansons avec Boris Bergman, Maryline Desbiolles, Maryse Wolinski ou encore Françoise Hardy qui signe notamment le texte de Faire à nouveau connaissance, succès de l'année 1985. En 1990, Michel Berger et Luc Plamondon lui donnent un des rôles principaux (celui de la groupie) de la comédie musicale La Légende de Jimmy. La chanson titre, La Légende de Jimmy, de la comédie musicale qu'elle interprète deviendra l'un de ses plus grands succès. Ce spectacle sur la vie de James Dean, mis en scène par Jérôme Savary avec qui elle aura une liaison amoureuse, sera suivi d'une autre comédie musicale Marilyn Montreuil, de Jérôme Savary et Diane Tell (pour la musique), créée au théâtre national de Chaillot en 1992.

### Diversification et nouveaux albums
En 1987, elle reprend son succès Gilberto sous de nouveaux arrangements aux claviers de Stephan Montanaro, ex-claviériste du groupe Uzeb, donnant ainsi un second souffle à la chanson, plus moderne et plus rythmé. Diane Tell vit à partir de 1988 à Biarritz, dans le département français des Pyrénées-Atlantiques. Elle y obtient son brevet de pilote et y épouse Pierre Arostéguy.

#### Années 1990
Au milieu des années 1990, elle écrit et compose à nouveau un album de chansons en français et en anglais Désir, Plaisir, Soupir, qu'elle enregistre à Londres. C'est à cette occasion qu'elle fait la connaissance de Robbie McIntosh, ex-guitariste des Pretenders et de Paul McCartney. Elle collabore alors avec McIntosh autant sur scène qu'en studio.

#### Années 2000
En 2001, elle reprend le chemin des studios d'enregistrement et signe chez BMG (aujourd'hui Sony BMG) un nouveau contrat pour la réédition de son répertoire phonographique et la réalisation d'un nouvel album, Popeline, dont elle assure la réalisation à Léon, dans les Landes, et à Londres avec une équipe d'ingénieurs et de musiciens reconnus : Robbie McIntosh, Pino Paladino, et Marc Howard comme producteur.
Du 2 octobre 2008 au 4 janvier 2009, Diane Tell interprète sur la scène du Gymnase (Théâtre du Gymnase Marie Bell) le rôle de Francesca Lavi dans la comédie musicale juke-box : Je m'voyais déjà. Livret - Laurent Ruquier, mise en scène - Alain Sachs. Toutes les chansons interprétées par les sept comédiens/chanteurs sont tirées du répertoire de Charles Aznavour.
Diane Tell sort en novembre 2009 l'album Docteur Boris & Mister Vian co-réalisé avec Laurent de Wilde, où elle reprend quelques grands standards de jazz, tous adaptés vers 1958 en français par l'auteur Boris Vian.

#### Années 2010
En 2010, Serge Fortin et Diane Tell font connaissance à Val-d’Or au Québec pour les célébrations du 75e anniversaire de la ville témoin de leur enfance. Ce qui devait n'être qu’une collaboration éphémère se transforme en traversée au long cours de la scène musicale des deux côtés de l’océan. De ces bords tirés à quatre mains naît un album de chansons originales enregistré en 2011 à Montréal, Rideaux Ouverts, qui sort d'abord au Canada en novembre 2011. 
L'album est à peine sorti en France, en mars 2012, que Diane rencontre le DJ/créateur et performer Olaf Hund. Elle lui propose de remixer En Pointillé, lui donne un enregistrement de sa voix et carte blanche. En Pointillé devient En continu, avec trois versions : Berlin, Milano et Buenos Aires.
La décennie se poursuit avec de nouvelles rencontres. Jamais su d’Anodajay, chanson construite autour du refrain de son succès Souvent Longtemps Énormément, se hisse jusqu’à la première place des palmarès radio et télé pour la vidéo[réf. nécessaire],. Diane retrouve Boris Vian sur L’amour en cage enregistrée avec l’artiste Dumas pour l’album Les duos improbables. Elle chante Michèle auprès de Gérard Lenorman pour son album québécois Les duos de mes chansons. Elle participe à l’hommage à Jacques Brel à la maison symphonique de Montréal avec de nombreux artistes québécois. Elle réalise avec son complice Serge Fortin Histoire de novembre, premier extrait de l'album Gaspille une nuit paru en 2014 et se lance dans la réalisation de vidéoclips. Six films ont vu le jour depuis l’été 2012. Enfin, en 2013 (2015 pour la France) sort l’album Une, une douzaine de chansons de son répertoire interprétées en solo, guitare-voix, comme elle le fait sur scène depuis Gilberto jusqu’à Une, chanson inédite, écrite tout spécialement pour l’album.

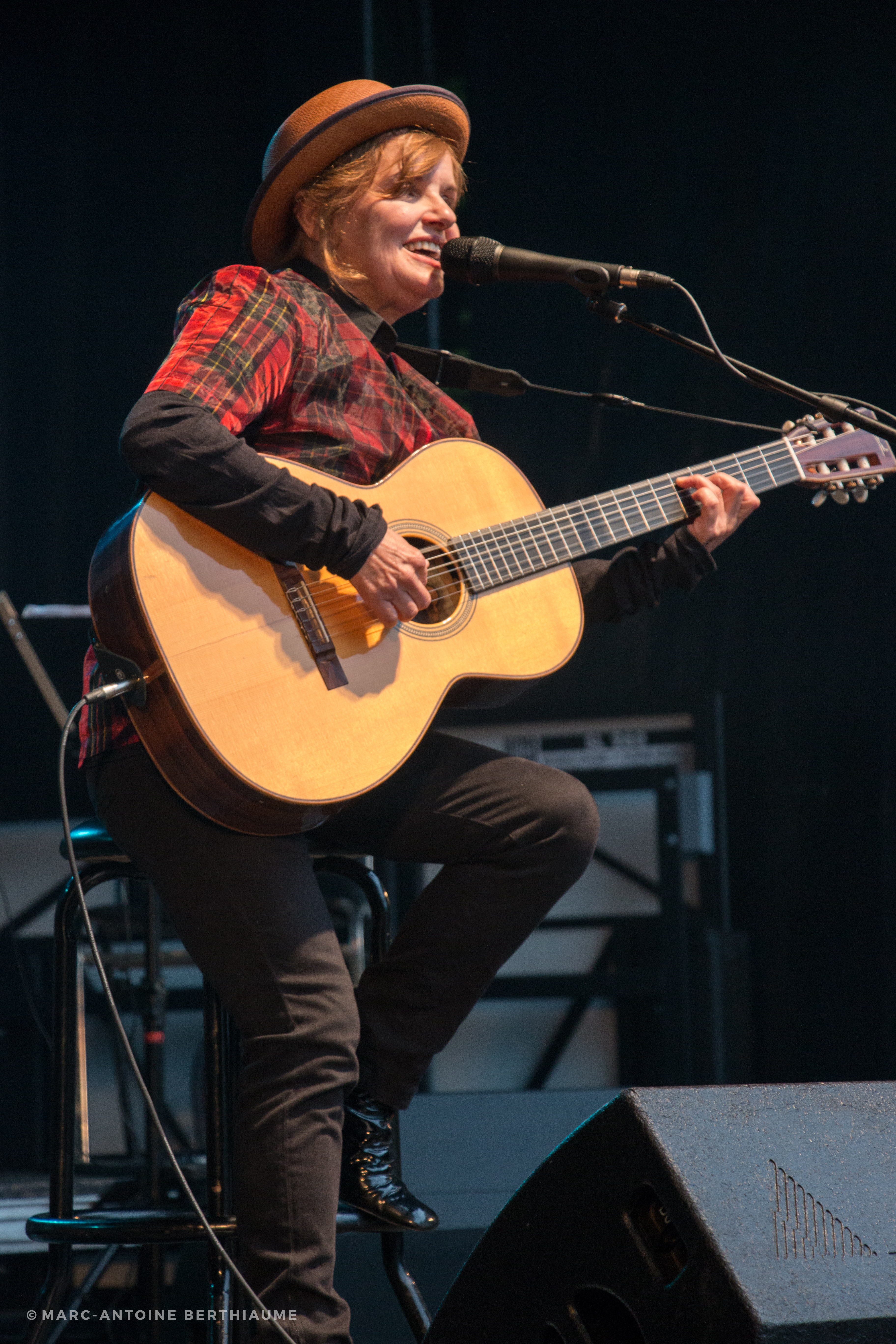
Diane Tell en 2016 au Festivoix de Trois-Rivières.

Quelques mois après la sortie de l’album Une, porté par un single homonyme et un clip tourné en Espagne, Diane Tell prépare sa rentrée avec une compilation en forme de best of"" qu’elle a pensée de bout en bout[réf. nécessaire], Passé simple.
Depuis 2014, elle participe au spectacle Ne me quitte pas : Hommage à Jacques Brel au Québec avec neuf autres artistes. Le spectacle sera repris en 2017 avec l'orchestre symphonique de Montréal. Elle tourne en solo et en duo avec Robbie McIntosh, dans un spectacle enregistré le 30 août 2017 par la RTS en Suisse), avec Serge Fortin, Farley, Vincent Rehel et les Mommies on the run, en France, au Québec et dans toute la francophonie.
En 2017, la chanson Si j'étais un homme est intronisée au Panthéon des auteurs compositeurs interprètes canadiens. Cette même année elle divorce de Pierre Arostéguy.
En 2018, lors d'un voyage aux Iles Saint-Pierre-et-Miquelon, elle se produit au bar le Rustique[réf. souhaitée]. En mars 2018, elle se produit en compagnie de l'Echo du Rawyl d'Ayent, mariant ainsi les univers de la chanson francophone et du Brass band[réf. souhaitée].
En 2019, son 14e album, Haïku, arrive à maturité. Installée depuis 2016 en Suisse, à Ayent, où elle passe 6 à 8 mois de l'année, elle y trouve un univers propice à l'inspiration, paisible et au cœur de l'Europe, mais enregistre à Montréal, avec à nouveau Fred Fortin à la réalisation.

### Autres activités, responsabilités professionnelles et vie privée
À Biarritz, elle obtient en 1996 son brevet de pilote monomoteur VFR, lui permettant de voyager en Afrique pour des actions humanitaires (ASI). Un voyage exceptionnel en 1998 la conduit, elle et son instructeur et copilote Gabriel Dartaguiette, jusqu'à Zanzibar.
Le 24 septembre 2004, elle épouse Pierre Arostéguy, propriétaire de la Maison Arostéguy à Biarritz, plus ancienne épicerie de famille en France[réf. nécessaire] (depuis 1875).
En juin 2011, elle navigue avec Arnaud Boissières et Gérald Veniard à bord de l'Akena Vérandas, pour battre le record SNSM entre Saint-Nazaire et Saint-Malo en 60 pieds IMOCA avec un nouveau temps de référence en 26 h 08 min 30 s .
Photographe amatrice, elle expose peu et n'a encore jamais publié son travail. En 2019, en cohérence avec son souci d'indépendance, elle réalise plusieurs clips des chansons de son 15e album.

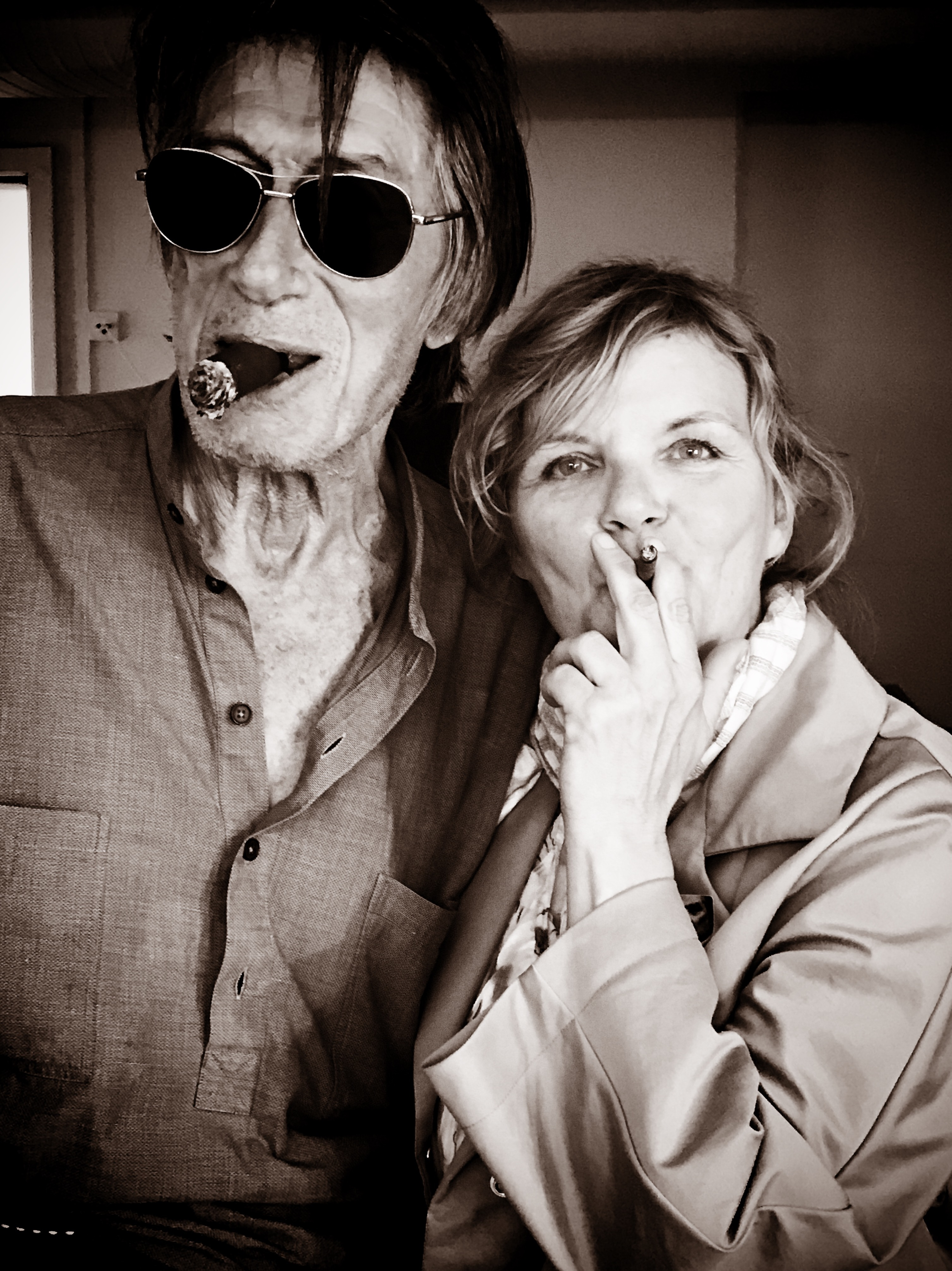
Diane Tell et Jacques Dutronc en 2017.

À la fin des années 2010, elle commence à étudier la création d'une Fondation pour l’art, la nature et l’architecture, pour rapprocher, hors de l'agitation des villes, des artistes de différentes disciplines.
En mai 2018, Diane Tell est élue, pour un mandat de trois ans, au conseil d'administration de la SOCAN, la société canadienne des auteurs, compositeurs et éditeurs de musique. Elle est réélue pour un second mandat en 2021.
Le 15 juillet 2022, Diane Tell reçoit des mains de la ministre française de la culture Rima Abdul-Malak au titre de la promotion du printemps 2022, la médaille de chevalier de l'ordre des Arts et des Lettres.

### Indépendance
Indépendante depuis 2011, Diane Tell a été décrite comme « un petit État souverain dans l'empire des « Majors » ». Au-delà des étapes d'écriture et de composition, elle gère la production et la promotion le plus souvent elle-même. Elle est sa propre maison de disques, ayant racheté les droits de ses chansons aux groupes qui les possédaient ; elle finance ses nouvelles œuvres avec les revenus de ses concerts et de ses droits d’auteur, et décrit ce processus comme « une machine qui fonctionne ».
Elle publie sur son blog, Diane Cause Musique, et sur YouTube des textes sur l'industrie de la musique depuis mars 2017.

### Les origines de son nom
Née Diane Fortin, la chanteuse Diane Tell a fait des recherches généalogiques qui remontent à un ancêtre de Saint-Cosme-en-Vairais, dans la Sarthe dans l'Ouest de la France, berceau de l'émigration française en Amérique. On y trouvait notamment l'auberge du Cheval blanc où l'on recrutait les colons au XVIIe siècle.[pas clair][réf. nécessaire]
Diane Tell a des origines communes avec Madonna. Diane Tell, qui est québécoise, s'appelle en réalité Diane Fortin. Or, la mère de Madonna s'appelle Louise Fortin, et elle est également d'origine québécoise. Diane Tell et Madonna sont en réalité de nombreuses fois cousines très éloignées ayant pour multiple ancêtre commun Julien Fortin, colon français né en 1621 à Notre-Dame-de-Vair (dans la Sarthe, la commune s'appelle aujourd'hui Saint-Cosme-en-Vairais) établi en Nouvelle-France (Le nom de l'époque du Québec) en 1650, où il est décédé en 1692. Par ce biais, Diane Tell et Madonna sont également des cousines éloignées de Jack Kerouac et de Céline Dion.

## Discographie

### Albums studio
- Diane Tell (1977) (Les Cinémas-Bars)
- Entre Nous (1979) (Gilberto)
- En Flèche (1980) (en France : Si j'étais un homme - 1981)
- Chimères (1982)
- On a besoin d'amour (1984)
- Faire à nouveau connaissance (1986)
- Dégriffe-moi (1988) (Dégriff' moi)
- Marilyn Montreuil (1992)
- Désir Plaisir Soupir (1996)
- Popeline (2005)
- Docteur Boris & Mister Vian (2009)
- Rideaux ouverts (Canada, 2011, France, 2012)
- Une (Canada, 2013, France, 2015)
- Haïku (4 octobre 2019)

### Compilations et rééditions
- Paris/Montréal - Ses plus belles chansons (1987) Polygram
- Diane Tell Vol 1 (1992) Columbia
- Diane Tell Vol 2 (1992) Columbia
- Si J'étais un homme (1992) Columbia 2 CD
- Morceaux Choisis (1993) Sony Music
- Gold (1994) Columbia Tristar
- Tout de Diane Tell (2003) BMG
- Souvent Longtemps Énormément - Coffret 3 CD (2007) Sony
- Original Album Classics - Coffret 5 CD (2009) Sony
- Best-Of Diane Tell (2009) Sony - Titres identiques au coffret 2007, seul le boitier change.
- Passé simple (2013) Tuta Music - Compilation + nouveaux enregistrements de : Je pense à toi comme je t'aime et Reste avec moi

### Participations
- La Légende de Jimmy de Luc Plamondon & Michel Berger (Artistes variés ) (1990)
- Ne me quitte pas : Un hommage à Jacques Brel (Artistes québécois variés) (2014)
- Intemporelle Diane Dufresne (Artistes québécois variés) (2015)
- Duos Félix Leclerc (Artistes québécois variés) (2015)

### Certifications
| Année | Album            | Certification | Pays/Association | Ventes/Équivalence |
| ----- | ---------------- | ------------- | ---------------- | ------------------ |
| 1997  | Morceaux Choisis | or            | France (SNEP)    | 100 000            |

### Duos
- Désir Plaisir Soupir - In the evening of her day - avec Steven Duffy (1996) Tuta Music Inc.
- Popeline - À cause de toi - avec Robbie McIntosh (2006) Tuta Music Inc.
- Duos improbables - L'amour en cage - avec Dumas (2012) Les impatients/La Tribu
- Gaspille une nuit - Histoire de novembre - avec Serge Fortin (2012) Tuta Music Inc.
- Duo de mes chansons au Québec - Michèle - avec Gérard Lenorman (2012) Musicor
- Ils chantent elles - On a beau - avec Tocadéo (2014) Production J
- Snack bar chez Rita - Nibi - avec Farley (2016) Tuta Music Inc.
- Gardienne des aurores - Où se noient les ois - avec Alain Dessureault (2017) Tuta Music Inc.

### Participations
- 2004 : Amade - Chanter qu'on les aime  feat. Corneille (chanteur), Florent Pagny, Natasha St Pier, Nolwenn Leroy, Yannick Noah, Jenifer, Chimène Badi, Diane Tell, Calogero, Bénabar, Tété, Diam's, Anthony Kavanagh, Nadiya, Tragédie (groupe), Willy Denzey, Lokua Kanza, M.Pokora et Singuila.

## Spectacles

### Scènes (principales)
- 1977 : Débute à l'Évêché de Montréal CA
- 1980 : La Maisonneuve Place des Arts de Montréal CA
- 1982 : Le Théâtre Saint-Denis Montréal CA
- 1983 : L'Olympia de Paris FR
- 1986 : L'Olympia de Paris FR (3 jours)
- 1986 : Le Spectrum de Montréal CA
- 1989 : L'Olympia de Paris FR (3 jours)
- 1996 : Le Spectrum de Montréal CA
- 2003 : Le Palais Royal, Paris FR
- 2003 : Les FrancoFolies de Montréal au Club Soda de Montréal CA
- 2003 : Le Théâtre du Petit Champlain à Québec CA
- 2005 : Les FrancoFolies de Montréal au Spectrum CA
- 2005 : Le Cabaret Music-Hall à Montréal et tournée En Solo mais pas Single CA
- 2005 : Le Grand Théâtre de Québec CA
- 2006 : L'Européen de Paris FR
- 2010 : Les FrancoFolies de Montréal à La Place des Arts de Montréal CA (spectacle Docteur Boris & Mister Vian, direction musicale Laurent de Wilde)
- 2010 : Tournée Docteur Boris & Mister Vian avec le quartet de Laurent de Wilde, Villars de Vivre, Villars CH
- 2010 : Jazz en Touraine, Tours FR
- 2010 : Biarritz Jazz Festival FR
- 2010 : Jazz sous les châtaigniers, Roquefère FR
- 2010 : Val de Jazz, Sancerre FR
- 2010 : Jazz à Saint Germain des Prés, Paris FR
- 2012 : Montréal en lumière à L'Astral, salle de la Maison du Festival de Jazz CA
- 2012 : Les FrancoFolies de Montréal Grande Scène CA
- 2012 : La tournée du ROSEQ Qué / N.B. / CA
- 2012 : Ne me quitte pas, Hommage à Jacques Brel - Festival Montréal en Lumières (La maison symphonique de Montréal, Québec) CA
- 2013 : Ne me quitte pas, Hommage à Jacques Brel - Festival de Tadoussac, FrancoFolies de Montréal CA
- 2013 : Série de concerts en Europe et au Canada, en Solo, en Duo (avec Robbie McIntosh), avec Vincent Réhel et le Quatuor à Cordes Hermès
- 2014 : Ne me quitte pas, Hommage à Jacques Brel - en Tournée au Québec CA
- 2014 : Série de concerts en Europe et au Canada, en Solo, en Duo (avec Robbie McIntosh)
- 2014 : Festival de Jazz de Montréal avec Vincent Réhel et les Mommies on the Run CA
- 2015 : Ne me quitte pas, Hommage à Jacques Brel - En tournée au Québec et au Festival Montréal en Lumières (Salle Wilfried Pelletier de la Place des Arts) CA
- 2016 : Printemps de Pérouges FR, en duo avec Robbie McIntosh
- 2017 : Ne me quitte pas, Hommage à Jacques Brel - Avec l'Orchestre Symphonique de Montréal (Maison Symphonique de la Place des Arts) Montréal Qué. CA
- 2017 : Le Baladin de Savièse CH, en duo avec Robbie McIntosh
- 2017 : Pan Piper (Paris FR)
- 2018 : Nuit du jazz, Chernex-sur-Montreux CH
- 2018 : Concert annuel de l'Echo du Rawyl, Préau de St-Romain, Ayent, Valais (CH)
- 2019 : Le Pan Piper, Paris (FR)
- 2019 : Palais des Beaux Arts, BOZAR, Bruxelles (BE)
- 2021-22 : Tournée Haïku, 40 Concerts avec Bonsound (Que-Can)
- 2022 : Festival Les Francos de Montréal (Que)
- 2022 : Festival Le Festif!, Baie-Saint-Paul (Que)
- 2023 : Festival Les Guitaraldes, Heandaye (FR)
- 2023 : Festival Transe Atlantique, Saintes (FR)

### Comédies musicales
- 1990 : La Légende de Jimmy de Michel Berger et Luc Plamondon, mise en scène Jérôme Savary, Théâtre Mogador (1990-1991) - 127 représentations
- 1991 : Marilyn Montreuil[35], de Jérôme Savary et Diane Tell - interprète et compositeur de la musique (1991-1992) 180 représentations
- 2008 : Je m'voyais déjà, de Laurent Ruquier autour du répertoire de Charles Aznavour - interprète (2008-2009) 100 représentations

## Radio
- Les Louves sur France Inter, 45 émissions (concept, production, animation) (2006)[36]

## Télévision et cinéma
- 1994 : Ne m'appelez pas petite[37], téléfilm de Jean Becker avec Fabrice Luchini et Lio ;
- 2015 : Toute première fois, film de Noémie Saglio et Maxime Govare, avec Pio Marmai, Franck Gastambide, Camille Cottin[38].

## Lauréats et nominations

### Gala de l'ADISQ
| Année | Catégorie                                                                           | Pour                                                                       | Résultat   |
| ----- | ----------------------------------------------------------------------------------- | -------------------------------------------------------------------------- | ---------- |
| 1980  | chanson de l'année                                                                  | Gilberto                                                                   | nomination |
| 1980  | interprète féminine de l'année                                                      | Diane Tell                                                                 | nomination |
| 1980  | microsillon de l'année/auteur-compositeur-interprète                                | Entre nous                                                                 | lauréat    |
| 1980  | révélation de l'année                                                               | Diane Tell                                                                 | lauréat    |
| 1980  | spectacle de l'année                                                                | Diane Tell                                                                 | nomination |
| 1981  | chanson de l'année                                                                  | Si j'étais un homme                                                        | lauréat    |
| 1981  | interprète féminine de l'année                                                      | Diane Tell                                                                 | lauréat    |
| 1981  | microsillon de l'année                                                              | En flèche                                                                  | lauréat    |
| 1981  | microsillon de l'année/auteur-compositeur-interprète                                | En flèche                                                                  | lauréat    |
| 1982  | chanson de l'année                                                                  | Souvent, longtemps, énormément                                             | nomination |
| 1982  | interprète féminine de l'année                                                      | Diane Tell                                                                 | nomination |
| 1982  | microsillon de l'année/auteur et/ou compositeur-interprète                          | Chimères                                                                   | nomination |
| 1984  | artiste s'étant le plus illustré hors-Québec                                        | Diane Tell                                                                 | nomination |
| 1985  | interprète féminine de l'année                                                      | Diane Tell                                                                 | nomination |
| 1985  | microsillon de l'année - pop                                                        | On a besoin d'amour                                                        | nomination |
| 1986  | artiste québécois s'étant le plus illustré hors du Québec sur le marché francophone | Diane Tell                                                                 | nomination |
| 1986  | interprète féminine de l'année                                                      | Diane Tell                                                                 | nomination |
| 1986  | microsillon de l'année - pop                                                        | Faire à nouveau connaissance                                               | nomination |
| 1987  | artiste québécois s'étant le plus illustré hors du Québec marché francophone        | Diane Tell                                                                 | nomination |
| 1987  | interprète féminine de l'année                                                      | Diane Tell                                                                 | nomination |
| 1989  | chanson populaire de l'année                                                        | Je pense à toi comme je t'aime                                             | nomination |
| 1991  | chanson populaire de l'année                                                        | La Légende de Jimmy                                                        | nomination |
| 1991  | microsillon de l'année - pop/rock                                                   | La légende de Jimmy (avec Renaud Hantson, Tom Novembre et Nanette Workman) | nomination |
| 1996  | auteur ou compositeur de l'année                                                    | Diane Tell                                                                 | nomination |
| 2003  | artiste de la francophonie s'étant le plus illustré au Québec                       | Diane Tell                                                                 | nomination |
| 2005  | artiste de la francophonie s'étant le plus illustré au Québec                       | Diane Tell                                                                 | nomination |
| 2006  | artiste de la francophonie s'étant le plus illustré au Québec                       | Diane Tell                                                                 | nomination |

### Prix Juno[50]
| Année | Catégorie                                          | Pour       | Résultat   |
| ----- | -------------------------------------------------- | ---------- | ---------- |
| 1984  | interprète féminine la plus prometteuse de l'année | Diane Tell | nomination |

### Victoires de la musique
| Année | Catégorie                    | Pour                         | Résultat |
| ----- | ---------------------------- | ---------------------------- | -------- |
| 1986  | album francophone de l'année | Faire à nouveau connaissance | lauréat  |

### Autres prix
- 1982 : interprète de l'année au MIDEM
- 2015 : prix Robert-Charlebois - rayonnement international par la Société professionnelle des auteurs et compositeurs du Québec (SPACQ)
- 2017 : L'étoile du Valais d'honneur 2016
- 2017 : Intronisation de la chanson Si j'étais un homme au Panthéon des auteurs et compositeurs canadiens[51]
- ???? : Classiques SOCAN - Gilberto, Si j'étais un homme, Miami, Savoir, Faire à nouveau connaissance... et +
- 2024 : Intronisation de Diane Tell au Panthéon des auteurs et compositeurs canadiens[52]